# Wilhelm Leo
Wilhelm Leo (* 13. Dezember 1886 in Magdeburg; † 11. November 1945 in Paris) war ein deutscher Rechtsanwalt und Mitglied im Komitee Freies Deutschland für den Westen (KDFW frz. CALPO).

## Leben
Der promovierte Rechtsanwalt stammte aus der großbürgerlich-jüdischen Familie Levin, die bereits im 18. Jahrhundert von Warschau nach Berlin übergesiedelt und den evangelischen Glauben sowie den Namen Leo angenommen hatte. Sein Vater war der Rechtsanwalt Friedrich Philipp Leo (1834–1888), sein Großvater der Arzt Julius Leo (1793–1855). Wilhelm Leo studierte Rechtswissenschaft unter anderem in Genf und wurde 1913 Assessor. In den 1920er Jahren führte Wilhelm Leo eine Kanzlei für internationales Recht in Berlin, zog 1926 aber nach Rheinsberg und betrieb dort eine Einzelkanzlei als Rechtsanwalt und Notar. Er war ein hervorragender Pianist und sprach fließend Französisch, Englisch und Italienisch. Aus seiner Ehe mit Frieda, geb. Warschau, gingen drei Kinder hervor: Ilse, Edith und der Journalist und Autor Gerhard Leo. Die  Historikerin Annette Leo ist seine Enkelin, der Journalist und Autor Maxim Leo ist sein Urenkel.

## Prozess gegen Joseph Goebbels
Im November 1927 vertrat er zusammen mit seinem Kollegen Erich Frey einen französischen General a. D. in einem Rechtsstreit gegen Joseph Goebbels vor dem Landgericht Berlin. Goebbels hatte behauptet, sein Klumpfuß sei auf Misshandlungen durch französische Soldaten in Köln im Jahr 1920 unter Leitung des Generals zurückzuführen. Leo konnte beweisen, dass der Klumpfuß angeboren war, und gewann die Verleumdungsklage. Goebbels’ Anwalt (angeblich ein Graf Helldorf) drohte Leo schon in der Urteilsverkündung Vergeltung an.

## Verfolgung, Flucht und Leben in Frankreich
Bereits kurz nach Machtergreifung wurde Leo am 28. Februar 1933 von der SA verhaftet, misshandelt und in das Konzentrationslager Oranienburg verbracht. Seine Familie erreichte mit Hilfe von Ernst Wiechert nach einigen Monaten die vorläufige Freilassung. Nachdem die Behörden seine Anwaltszulassung widerrufen und seine Konten gesperrt hatten, floh Leo im August 1933 mit seinem zehnjährigen Sohn über Belgien nach Paris; seine Frau und Töchter folgten Ende 1934 nach. Dort eröffnete er in seiner Wohnung in der Rue Meslay die deutsch-französische Buchhandlung LIFA (Librairie Franco-Allemande). In Paris trat er der SPD bei, wurde ehrenamtlich Justitiar des Schutzverbandes deutscher Schriftsteller im Ausland und wirkte in dem von Heinrich Mann geführten Ausschuss zur Vorbereitung einer deutschen Volksfront mit. 1939 wurde er im Lager Les Milles in Aix-en-Provence interniert, konnte aber fliehen und lebte bis September 1944 im Untergrund, unter anderem unter dem Namen León Willer in Cazaubon. Nach der Rückkehr nach Paris wurde er Mitglied im Nationalkomitee Freies Deutschland für den Westen (KDFW frz. CALPO). Nach der Befreiung Frankreichs wurde er Vizepräsident des KDFW und Vorsitzender seiner Kriegsverbrecher-Kommission. Wilhelm Leo starb am 11. November 1945 in Paris an einem Herzinfarkt.

## Gedenken

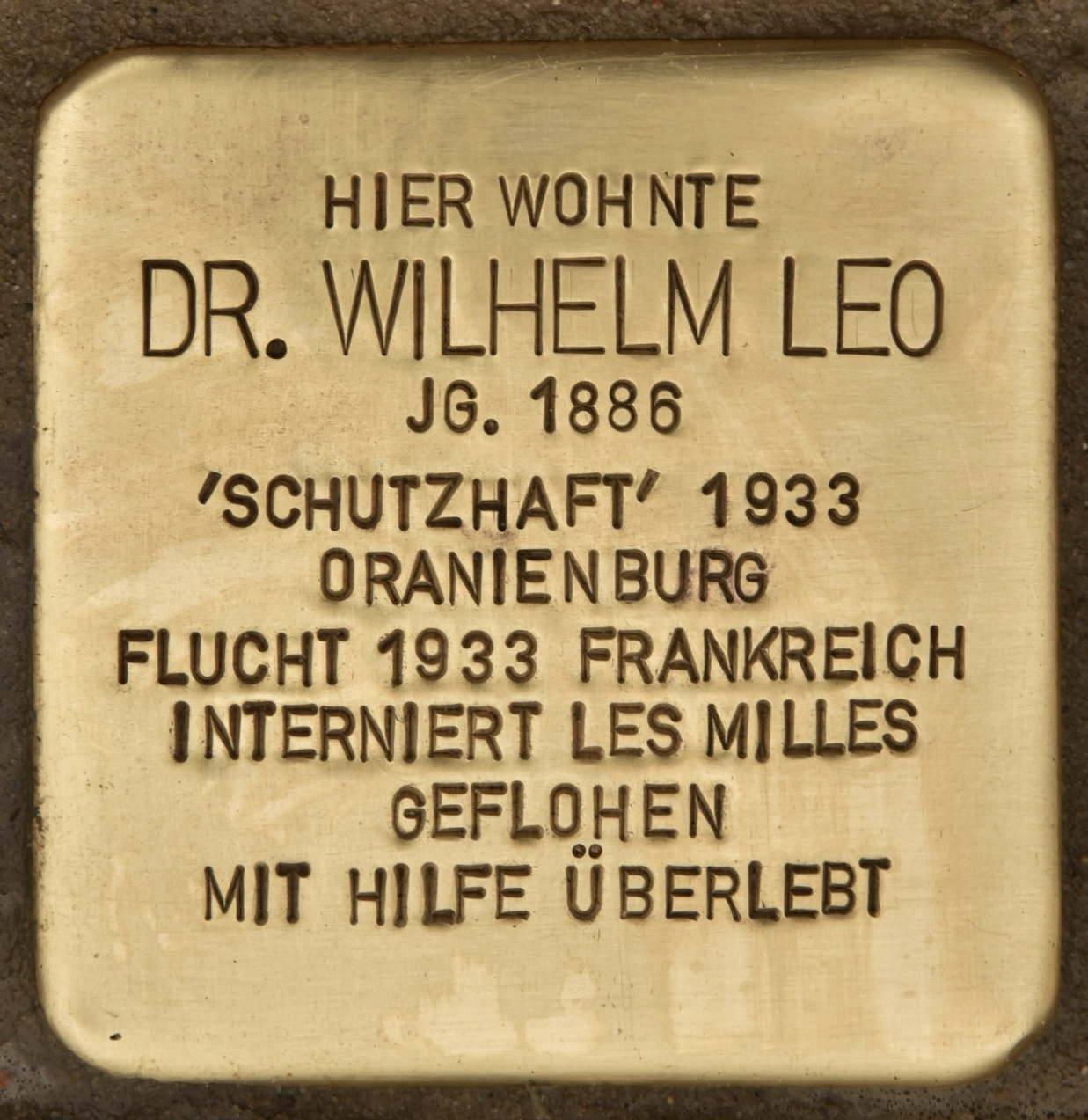
Stolperstein in Rheinsberg

Am 13. Oktober 2020 wurde in Rheinsberg in der Dr.-Martin-Henning-Straße ein Stolperstein für ihn verlegt.